# Tenodera superstitiosa
Tenodera superstitiosa (лат.) — вид насекомых из семейства настоящих богомолов (Mantidae). Крупный крылатый богомол, распространённый в Африке.

## Внешний вид и строение
Большие богомолы с длинным и стройным телом. Передняя часть надкрыльев бурого цвета, в то время как большая задняя — зеленого.
Длина головы больше ширины, лобный щиток поперечный, часто с двумя вертикальными килями. Фасеточные глаза округлые, выступают за пределы головы не сильно. Темя закруглено, несколько выступает за пределы глаз.
Переднеспинка длинная, иногда очень длинная, превышает длиной тазика передних ног. Передние бедра длинные, с 4 дискоидальными и 4 наружными шипами. Передние голени с 9-11 наружными шипами. Крылья хорошо развиты у обоих полов, длинные. Церки длинные и хрупкие. 

## Распространение
Встречается в Западной Африке (Камерун, Кот-д'Ивуар, Гвинея, Гана, Мавритания, Республика Конго, Сьерра-Леоне, Буркина-Фасо).